# Zealandic
Le Zealandic est un paquebot-mixte de la White Star Line mis en service en 1911. Construit par les chantiers Harland & Wolff de Belfast, il s'agit de la dernière contribution de la compagnie au service conjoint qu'elle tient à destination de la Nouvelle-Zélande avec la Shaw, Savill & Albion Line. Conçu sur le même modèle que trois navires de cette dernière, c'est un navire capable de transporter d'importantes cargaisons, notamment de moutons congelés, mais aussi un millier de migrants.
Le gouvernement australien affrète un temps le Zealandic afin de transporter des migrants en Australie. Le navire n'est en revanche pas réquisitionné au début de la Première Guerre mondiale, ses cales réfrigérées lui permettant de transporter d'importantes quantités de viande en Europe. De 1917 à 1919, il sert cependant sous contrôle du gouvernement avant de reprendre son service sur la ligne néo-zélandaise. En 1926, la White Star inaugure un service conjoint avec l'Aberdeen Line à destination de l'Australie. Le Zealandic est alors cédé à cette compagnie, qui le renomme Mamilius.
En 1932, le service australien est transféré à la Shaw, Savill & Albion qui récupère le navire, renommé Mamari. En 1939, après le début de la Seconde Guerre mondiale, le navire est vendu à l'Amirauté britannique qui en fait un leurre, en le déguisant pour le faire passer pour le HMS Hermes. Finalement, le 2 juin 1941, alors que le navire est en route pour être refondu en cargo afin de servir comme transport de guerre, il heurte une épave et s'échoue après avoir été attaqué par des avions allemands. Une torpille allemande le coule finalement deux jours plus tard, avant qu'il n'ait pu reprendre la mer.

## Histoire

### Origine et mise en service

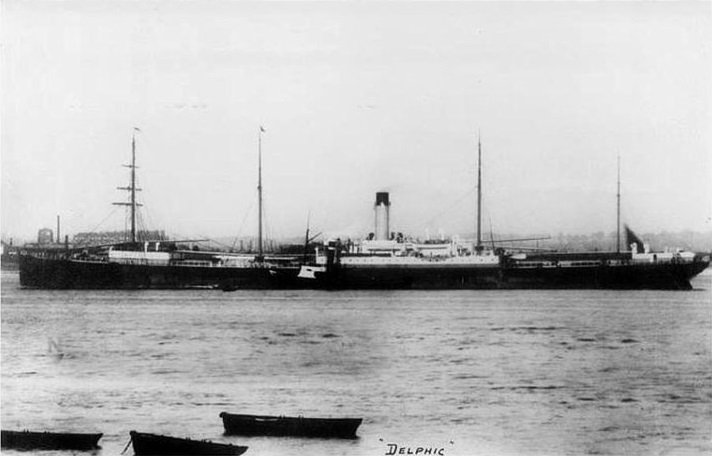
Le Zealandic est construit dans la continuité du Delphic de 1897.

Depuis 1884, la White Star Line dessert la Nouvelle-Zélande grâce à un service conjoint qu'elle assure avec la Shaw, Savill & Albion Line. Les deux entreprises fournissent des navires qui servent de concert. Depuis 1903, la White Star utilise un trio de navires récents, les paquebots de classe Athenic (Athenic, Corinthic, Ionic) qui ont pour vocation de transporter de grandes quantités de marchandises, notamment grâce à leurs cales réfrigérées, mais aussi quelques centaines de passagers qui bénéficient à bord d'un bon confort. À ce service s'ajoute celui de cargos partant de Londres ou Liverpool pour Wellington en passant par le cap de Bonne-Espérance, qui transportent des marchandises et souvent de nombreux émigrants dans l'entrepont. Ces navires sont fournis principalement par la Shaw, Savill & Albion, mais la White Star fournit depuis 1897 l'un d'entre eux, le Delphic.
C'est pour augmenter la capacité de ces navires que les deux compagnies décident de construire quatre nouveaux navires jaugeant dans les 10 000 tonneaux et capables de transporter marchandises et migrants selon la situation. Deux d'entre eux sont construits pour la Shaw, Savill & Albion aux chantiers Workman Clark & Co. de Belfast, le Rangatira et le Waimana, et deux autres aux chantiers Harland & Wolff de la même ville, le Pakeha et le Zealandic. Ce dernier est réservé à la White Star et, si les quatre navires sont assez semblables, il est le plus gros de la série. Lancé le 29 juin 1911, le Zealandic est livré le 12 octobre suivant. Il s'agit alors de la toute dernière contribution de la White Star au service conjoint, celui-ci s'arrêtant à la fin des années 1920 sans que la compagnie n'ait fait construire d'autres navires pour la ligne,.
Le Zealandic quitte Liverpool le 30 octobre pour son voyage inaugural à destination de Wellington en passant par Le Cap à l'aller. Au retour, il passe par le cap Horn, faisant escale selon les traversées à Montevideo et Rio de Janeiro. Les années qui suivent se révèlent fastes pour lui. Ainsi, il quitte Wellington le 22 janvier 1913 en emportant à son bord une cargaison de laine d'une ampleur alors inégalée. La même année, le navire est affrété par le gouvernement d'Australie-Occidentale afin de transporter des immigrants : ses installations sont vraisemblablement réarrangées pour l'occasion.

### D'une guerre à l'autre

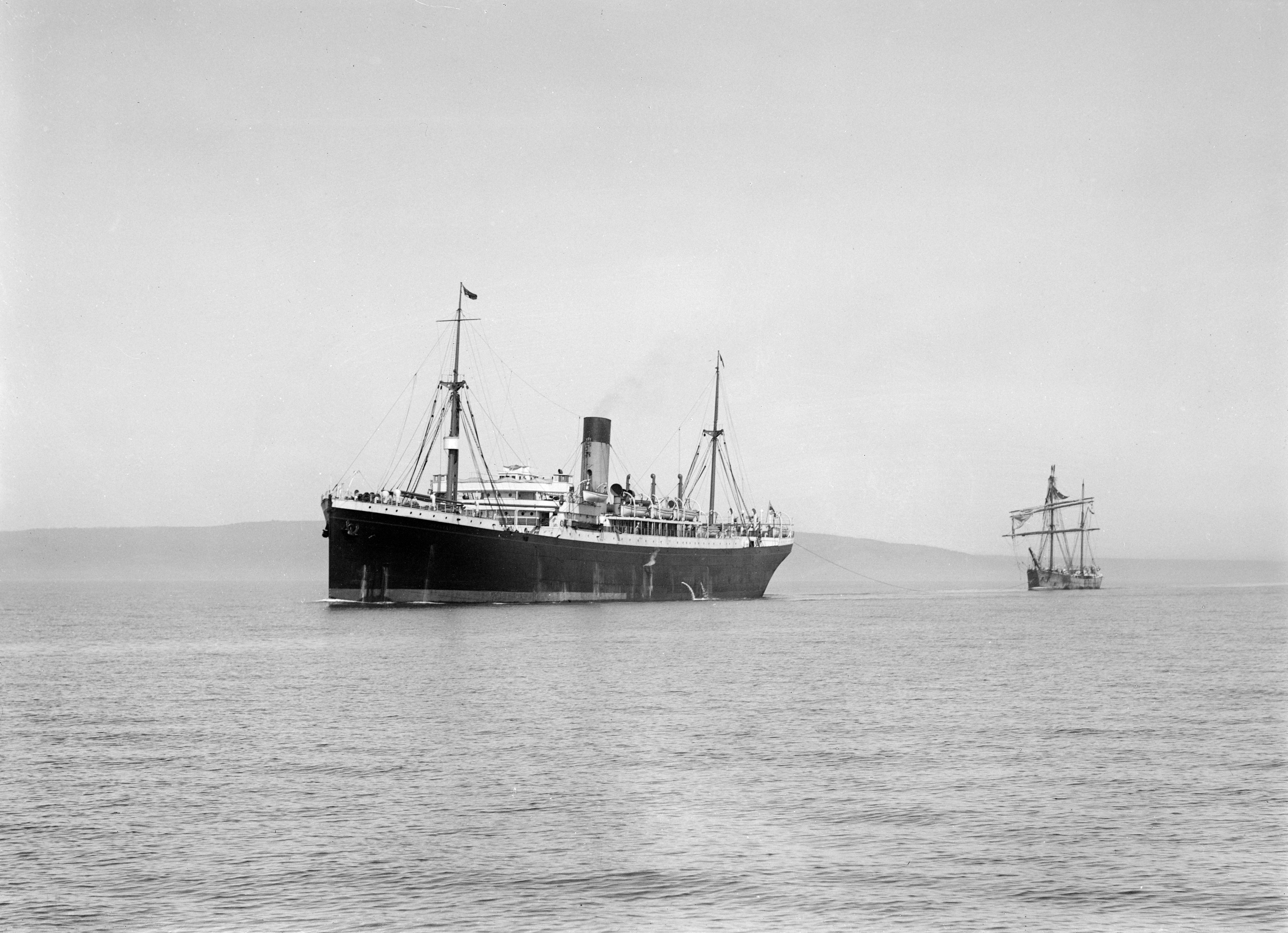
En 1923, le Zealandic remorque un voilier immobilisé en pleine mer, jusqu'à Melbourne.

Comme plusieurs autres navires de la ligne néo-zélandaise, le Zealandic n'est pas immédiatement réquisitionné durant la Première Guerre mondiale. Ses cales réfrigérées lui permettent en effet de transporter de grandes quantités de viande depuis la Nouvelle-Zélande, afin de servir l'effort de guerre sans pour autant nuire à son service commercial. Le 2 juillet 1915, le Zealandic est pris en chasse par le sous-marin allemand U-39 alors qu'il traverse la Manche. Sa vitesse de 13 nœuds est suffisante pour lui permettre de s'échapper. À partir du 27 juillet 1917, et jusqu'au 15 juin 1919, le navire est réquisitionné dans le cadre du Liner Requisition Scheme. Il ne change pas de route ni de fonction, mais est parfois envoyé dans de courtes missions : lors d'un voyage vers Le Cap, il est ainsi envoyé à Tristan da Cunha, probablement pour s'assurer de la fidélité de l'archipel aux alliés.
Après guerre, le Zealandic reprend son service pour la White Star Line. En 1920, un nouveau service de cargos est inauguré par les deux compagnies partenaires, allant à Wellington par le canal de Panama, et desservant plusieurs ports néozélandais comme Lyttelton, Port Chalmers et Dunedin. Avec le Waimana et le Pakeha, il est rééquipé pour transporter 1 000 migrants (il semble qu'il aurait cessé d'en transporter durant la guerre). En 1923, alors qu'il se trouve au large du cap Howe, il prend en remorque le voilier Garthsnaid, qui était immobilisé, et lui permet d'atteindre Melbourne, recevant pour cela une prime de 6 350 livres. En 1926, la White Star doit repenser sa ligne australienne, le trafic ayant diminué. Elle s'allie alors à plusieurs autres compagnies dont l'Aberdeen Line, qui reçoit alors le Zealandic et le Waimana, rebaptisés Mamilius et Herminius respectivement. Tous deux servent désormais de façon régulière sur la ligne de Londres à l'Australie.
En 1932, le groupe auquel appartient l'Aberdeen Line (tout comme la White Star), la Royal Mail, s'effondre. Le gouvernement australien décide d'attribuer tous les navires du groupe affectés à cette ligne et de les céder à la Shaw, Savill & Albion Line, également partie de l'ensemble (mais qui rejoint dès l'année suivante le groupe Furness Withy, plus solide). Le Mamilius est alors renommé Mamari et continue son service jusqu'en 1939.
Lorsque débute la Seconde Guerre mondiale en septembre cette année-là, la compagnie revend le navire, déjà âgé, à l'Amirauté britannique afin de servir l'effort de guerre. Il est alors renvoyé chez Harland & Wolff pour être transformé afin de le faire ressembler au porte-avions HMS Hermes et leurrer l'ennemi. La manœuvre semble tromper un temps les renseignements japonais (le porte-avions authentique est finalement coulé en avril 1942), mais au printemps 1941, il est décidé de le réutiliser comme cargo. C'est alors qu'il se rend aux chantiers de Chatham Dockyard qu'il heurte l'épave d'un pétrolier, puis doit s'échouer tout en étant la cible d'un raid aérien. Deux jours plus tard, alors qu'il est toujours échoué, un sous-marin le torpille, le rendant définitivement inutilisable.

## Caractéristiques
Le Zealandic est un cargo de bonne taille pour la ligne néo-zélandaise, avec 145,5 mètres de long pour 19,2 mètres de large. Son tonnage varie selon le calcul, de 8 090 tonneaux de jauge brute tout au début à 10 898 tonneaux lorsqu'une partie de ses ponts est couverte. Il arbore une silhouette sobre avec deux mâts et une unique cheminée. C'est un cargo de bonne capacité avec six cales et de vastes espaces réfrigérés. Il dispose d'emménagements pour transporter un millier d'émigrants, qui peuvent être converties en cales à marchandises durant le voyage du retour. Il peut également transporter six passagers de première classe dans des conditions plus confortables.
Sa propulsion est assurée par des machines à quadruple expansion qui entraînent deux hélices, permettant au navire d'atteindre une vitesse de 13 nœuds, adaptée à cette ligne.